# Videveckmal
Videveckmal (Callisto coffeella) är en fjärilsart som först beskrevs av Johan Wilhelm Zetterstedt 1839.  Videveckmal ingår i släktet Callisto och familjen styltmalar.
Artens utbredningsområde är:
- Österrike.
- Slovakien.
- Finland.
- Frankrike.
- Tyskland.
- Italien.
- Norge.
- Polen.
- Rumänien.
- Sverige.
- Schweiz.
- Ukraina.
- Slovenien.

Arten är reproducerande i Sverige. Inga underarter finns listade i Catalogue of Life.